# Black Oak
Black Oak é uma cidade  localizada no estado americano de Arkansas, no Condado de Craighead.

## Demografia
Segundo o censo americano de 2000, a sua população era de 286 habitantes. 
Em 2006, foi estimada uma população de 292, um aumento de 6 (2.1%).

## Geografia
De acordo com o United States Census Bureau, a localidade tem uma área de 1,2 km², sem área coberta por água.

## Localidades na vizinhança
O diagrama seguinte representa as localidades num raio de 24 km ao redor de Black Oak. 